# Ulrich Mückenberger

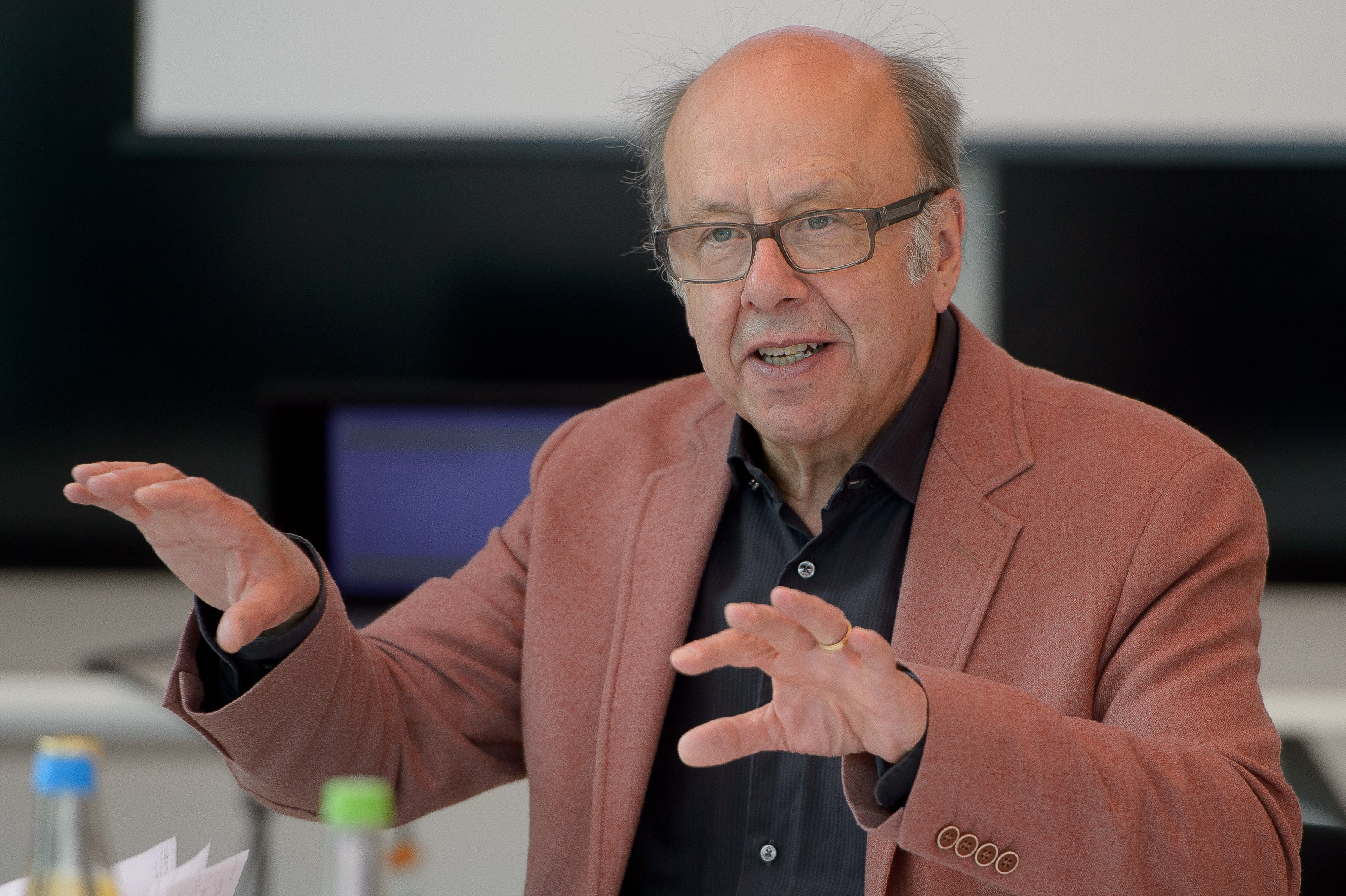
Ulrich Mückenberger, 2015

Ulrich Mückenberger (* 19. November 1944 in Schönheide) ist ein deutscher Rechts- und Politikwissenschaftler und emeritierter Professor für Arbeits- und Sozialrecht am Fachbereich Sozialökonomie der Universität Hamburg. Mückenberger, der gesellschaftspolitisch linke Positionen vertritt, ist unter anderem dafür bekannt, den Begriff Normalarbeitsverhältnis geprägt zu haben.

## Leben
Nach dem Abitur 1964 studierte Mückenberger Jura in Berlin und Marburg. Das erste juristische Staatsexamen erwarb er 1968, das zweite 1973. Ebenfalls 1973 wurde er promoviert. Ulrich Mückenberger war von 1973 bis 1977 Mitarbeiter (Teamer) der DGB-Bundesschule Oberursel und Mitherausgeber der Reihe Gewerkschaften und Klassenkampf. Kritisches Jahrbuch (1972-1977, im Fischer-Verlag). Für den Werkkreis Literatur der Arbeitswelt hat er 1973 einen Beitrag zu einem Streik erstellt. 1982 erwarb er die Habilitation für die Fächer Arbeits- und Sozialrecht sowie Politikwissenschaft an der Universität Bremen. Seit 1985 lehrte er Arbeits- und Sozialrecht und Europarecht an der gewerkschaftsnahen Hamburger Universität für Wirtschaft und Politik, die 2005 als „Department Wirtschaft und Politik“ (seit 2009: „Fachbereiches Sozialökonomie“) in die Fakultät Wirtschafts- und Sozialwissenschaften der Universität Hamburg eingegliedert wurde. Mückenberger verbrachte mehrere Forschungsaufenthalte oder war Gastprofessor in Großbritannien (Wolfson Fellowship der British Academy), Italien (Jean Monnet-Fellow am Europäischen Hochschulinstitut) und Frankreich (Universität Nantes). Derzeit ist er Forschungsprofessor im DFG-Sonderforschungsbereich Global Social Policy Dynamics der Universität Bremen.
Darüber hinaus ist Mückenberger Leiter der Forschungsstelle Zeitpolitik sowie Gründer und Mitglied des beratenden Vorstands der Deutschen Gesellschaft für Zeitpolitik.

## Bibliographie (Auswahl)
- Arbeitsrecht und Klassenkampf. Der große englische Dockarbeiterstreik 1972. Europäische Verlagsanstalt, Frankfurt am Main 1974, ISBN 3-434-10062-8.
- Der Wandel des Normalarbeitsverhältnisses unter Bedingungen einer „Krise der Normalität“. In: Gewerkschaftliche Monatshefte, Ausgabe 4/1989, S. 211–223.
- Metronome des Alltags. Betriebliche Zeitpolitiken, lokale Effekte, soziale Regulierung. Edition Sigma, Berlin 2004, ISBN 978-3-89404-509-8.
- Zeiten und Räume der Stadt. Theorie und Praxis. Hrsg. zusammen mit Dieter Läpple und Jürgen Oßenbrügge. Verlag Barbara Budrich, Opladen/Farmington Hills 2010, ISBN 978-3-86649-175-5.